# Kłąb (człowiek)

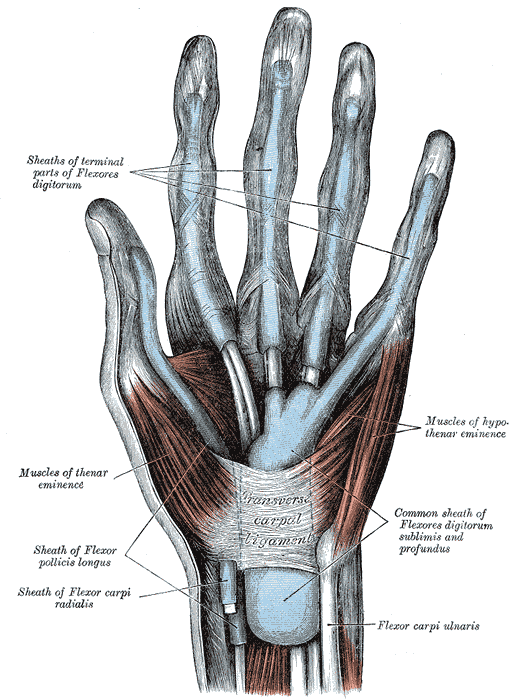
Powierzchnia dłoniowa ręki.
Mięśnie kłębu uwidocznione są po stronie lewej (promieniowej).

Kłąb, wyniosłość kłębu, wyniosłość kciuka (łac. thenar, eminentia thenaris, eminentia pollicis) – w anatomii człowieka uwypuklenie na bocznej stronie dłoniowej powierzchni ręki, u podstawy kciuka. Kłąb tworzony jest przez cztery mięśnie: mięsień odwodziciel krótki kciuka, mięsień zginacz krótki kciuka, mięsień przeciwstawiacz kciuka i mięsień przywodziciel kciuka. Od kłębika oddzielony jest wgłębieniem dłoniowym.